# Atopodes singularis
Atopodes singularis är en fjärilsart som beskrevs av W. Warren 1906. Atopodes singularis ingår i släktet Atopodes och familjen mätare. Inga underarter finns listade i Catalogue of Life.